# Gran Tiburón Blanco (cómic)
El Gran Tiburón Blanco o simplemente el Gran Blanco, antes Warren White, es un supervillano de cómic ficticio de DC Comics que existe en el Universo DC de esa empresa. Como enemigo de Batman, apareció por primera vez en Arkham Asylum: Living Hell #1 (julio de 2003), y fue creado por Dan Slott y Ryan Sook.

## Biografía del personaje ficticio

### Historia de origen
Apareciendo por primera vez en Arkham Asylum: Living Hell, el financiero deshonesto Warren White, conocido como el "Gran Tiburón Blanco" por su crueldad, malversa millones del fondo de pensiones de su empresa, robando los ahorros de casi todos sus clientes, tanto los de la clase obrera como los de clase alta. Un engreído White logra evitar la cárcel al transferir su caso a Gotham City y logra declararse loco para evitar la cárcel y acelerar sus oportunidades de libertad, una estrategia que él conoce muy bien, y se convenció de que funcionaría. Pero la declaración inciensa al juez que conoce su caso, que está disgustado con White.
Al darse cuenta de que White efectivamente podría haber puesto una trampa para él al declararse insano, el juez sentencia a White al Asilo Arkham indefinidamente. Allí, sufre grandes indignidades como el nuevo recluso, o "pez". Su primer compañero de celda es Estertor de Muerte, un líder de culto y asesino en masa que planea convertirlo en un sacrificio humano. Al principio de su estancia, Cocodrilo Asesino rebana una serie de "branquias" en el cuello de White con sus garras, alegando que el "pez" necesita algunas. Consciente de su error al declararse loco, White soborna a su psiquiatra, la Dra. Anne Carver, para que lo trasladen a una prisión de mínima seguridad. Sin embargo, Carver se revela que había muerto y reemplazada por Jane Doe algunos meses antes. Su jefe, el Dr. Jeremiah Arkham — que perdió su pensión debido a las prácticas de negocio de White - ordena destruir todos los documentos de transferencia de White. Arkham llama a White "la peor persona que he conocido", un sentimiento compartido por varias personas-
incluyendo el Joker, quien afirma que a pesar de que ha matado gente "no robé los fondos de la universidad de sus hijos."
Para sobrevivir al acoso y la violencia en Arkham, White se alía con Dos Caras, convirtiéndose en su "chico moneda." La relación termina rápidamente, sin embargo, cuando Estertor de Muerte amenaza a la pareja; el cara o cruz de Dos Caras le lleva a abandonar a White. White se hace amigo de Humpty Dumpty, un asesino infantil y genio, que organiza que White se convierta en su compañero, justo a tiempo para atajar el intento de asesinato de Estertor de Muerte.
Durante un motín, White es atacado y encerrado en la celda a temperaturas bajo cero del Sr. Frío por Jane Doe, que estaba tratando de reclamar su identidad y dejarle por muerto, como había hecho con el Dr. Carver. Sus heridas, resultado del horrible congelamiento, dejan deformado a White: su piel se vuelve pálida y su nariz, labios, orejas, cabello y varios de sus dedos se caen. Estas deformidades, junto con su conjunto de "branquias", lo dejan parecido a un verdadero gran tiburón blanco, un efecto que mejora aún más al afilarse los dientes.
Irónicamente, White, que estaba perfectamente sano al entrar en Arkham, se transforma en uno de los "monstruos" de la familia de enemigos de Batman. Habiéndose vuelto loco en parte, ahora usa sus conexiones de negocios para servir de enlace y valla para muchos de sus compañeros de prisión.

### Un año después
White después aparece en la historia Batman: Face the Face, que se extendió a través de Detective Comics #817-820 y Batman #651-654, como parte de la historia mayor Un año después. En la historia, en la que Batman y Robin desaparecieron durante un año, el Gran Tiburón Blanco se había establecido como jefe del crimen reinante de Gotham.
Como parte de un plan de venganza contra Dos Caras por su traición anterior, le ordena a su ejecutor jefe, el Contador, para matar a varios criminales asociados con el Pingüino — incluyendo a Orca, KGBestia, Urraca y el El Ventrílocuo — para inculpar al Harvey Dent recién rehabilitado por los asesinatos. Batman finalmente descubre la implicación de White en estos crímenes, pero no a tiempo para evitar que Dent, enloquecido de nuevo de paranoia, se disfigurara su propio rostro una vez más y volviera a una vida de crimen.
A pesar de su estatus como uno de los más poderosos criminales de la ciudad, El Gran Tiburón Blanco permanece en Arkham, dirigiendo su imperio desde dentro de la celda y el uso de su condición de preso como una coartada perfecta. Él apareció más recientemente en Detective Comics #832, cuando Batman detiene a otro villano que se hace llamar el Tiburón, un exmiembro del "Trío Terrible." Cuando el Tiburón es enviado a Arkham, El Gran Tiburón Blanco aparentemente planea castigarlo por usar el nombre que White había reclamado para sí.

### Gotham Underground
Durante la reciente adquisición del submundo criminal de Gotham por los conjuntos de Metrópolis los 100 e Intergang, El Gran Tiburón Blanco es muy golpeado y encerrado tras su desplazamiento.

### The Resurrection of Ra's al Ghul
Después de la derrota del recién resucitado Ra's Al Ghul, Warren White hace una pequeña aparición en la tira final. Él se muestra claramente controlando todo el Asilo Arkham, los guardias y amenaza a Ra's.

### Batman R.I.P. / The Battle For The Cowl
Después de la aparente muerte del Batman original, Warren White fue uno de los muchos malhechores que estaban siendo trasladados de Arkham a un lugar seguro. Un nuevo Máscara Negra luego droga a los delincuentes, que causa la muerte instantánea a la voluntad de Máscara. Reconociendo a Máscara Negra como su líder, Warren y su grupo estaban armados para causar estragos en la ciudad, una vez más, terminando con los reinos de Dos Caras y el Pingüino y, finalmente, convirtiendo a Máscara Negra en el gobernante supremo de los bajos fondos de Gotham una vez más.

### New 52
Warren White hace una breve aparición en New 52, más adelante visto atacando guardias en Arkham, mientras que busca el Veneno.

## En otros medios

### Videojuegos
- El Gran Tiburón Blanco es referido en el videojuego de 2009 Batman: Arkham Asylum, donde resolver uno de los enigmas de Enigma desbloquea su biografía en el juego. La respuesta al enigma se encuentra en un frasco que se encuentra en la morgue del juego, que contiene su nariz, labios, una oreja y dos de sus dedos.
- El Gran Tiburón Blanco es referenciado en el videojuego de 2011 Batman: Arkham City por un cartel que dice "W WHITE" en un edificio en la Milla de la Diversión.
- El gran tiburon blanco es referenciado en Batman: Arkham Knight en la sala de pruebas de la comisaría del GCPD donde aparece un frasco con partes de su cuerpo.